# Heterotentacula mirabilis
Heterotentacula mirabilis ist eine Art der Hydrozoen (Hydrozoa). Es ist die einzige Art der Gattung Heterotentacula, die wiederum die einzige Gattung der Familie Heterotentaculidae ist. Es handelt sich um einen Ersatznamen für den präokkupierten und damit ungültigen Namen Russellia Kramp, 1957. Damit war nach den Internationalen Regeln für die Zoologische Nomenklatur auch der auf dieser Gattung basierende Familienname Russelliidae Kramp, 1957 ungültig geworden und durch Heterotentaculidae Schuchert, 2010 ersetzt worden.

## Merkmale
Die Hydroidpolypen sind unbekannt. Der Schirm der Meduse besitzt apikal einen Fortsatz. Das Manubrium sitzt auf einem Gastralstiel. Der Mund ist einfach, die Lippen sind kaum ausgeprägt. Es sind vier unverzweigte, filiforme Tentakeln vorhanden, die oberhalb des Mundrandes ansetzen. Die randlichen Tentakel sind in acht Gruppen angeordnet, vier perradiale und vier interradiale, jede Gruppe mit einem großen Tentakel, der von zwei kleinen Tentakeln flankiert wird. Die große Tentakel sind hohl und ohne basale Verdickungen. Der basale Teil ist mit dem Schirm verwachsen und tief in Furchen am Rand des Schirms eingesenkt. An jedem Tentakel sitzt nahe der Basis ein Ocellus. Die Gonaden sitzen in acht Gruppen an der Außenseite des Manubriums.

## Geographisches Vorkommen
Die Gattung war bis vor kurzem nur aus der Antarktis und den Westindischen Inseln bekannt. 1999 publizierte eine Autorengruppe um Francesc Pagès einen Fund aus der Alborán-See (westliches Mittelmeer). Die Autoren diskutieren eine Verschleppung der Art aus den antarktischen Gewässern ins Mittelmeer, etwa mit Ballastwasser oder durch an die Schiffshülle angeheftete Polypen, die erst im Mittelmeer das Medusenstadium gebildet haben. Ein natürliches Vorkommen wird aber ebenfalls nicht ausgeschlossen. Die Art lebt in einer Tiefe bis 300 m.

## Systematik
Nach der „World Hydrozoa Database“ beinhaltet die Familie nur eine Gattung, die wiederum nur eine Art enthält:
- Heterotentaculidae Schuchert, 2010
  - Heterotentacula Schuchert, 2010
    - Heterotentacula mirabilis (Kramp, 1957)

### Online
- Hydrozoa Directory